# Erythrolamprus typhlus
Erythrolamprus typhlus — вид змій родини полозових (Colubridae). Мешкає в Південній Америці.

## Підвиди
Виділяють три підвиди:
- Erythrolamprus typhlus brachyurus (Cope, 1887);
- Erythrolamprus typhlus typhlus (Linnaeus, 1758);
- Erythrolamprus typhlus elaeoides (Griffin, 1916).

## Поширення і екологія
Erythrolamprus typhlus мешкають в Бразилії, Колумбії, Еквадорі, Перу, Венесуелі, Гаяні, Суринамі і Французькій Гвіані. Вони живуть у вологих і сухих тропічних лісах та в саванах. Зустрічаються на висоті до 1650 м над рівнем моря. Живляться амфібіями, відкладають яйця.